# (39619) 1994 LC3
1994 أل سي 3 (ويعرف أيضًا باسم (39619) 1994 أل سي 3 وفق تسمية الكوكب الصغير) (بالإنجليزية: 1994 LC3)‏ هو كويكب ضمن حزام الكويكبات؛ وترتيبه 39619 من حيث الاكتشاف.
اكتُشف هذا الجُرم الفلكي بواسطة اليانور إف. هيلين في 10 يونيو 1994.

## وصلات خارجية
- (39619) 1994 LC3 في قاعدة بيانات مختبر الدفع النفاث لأجرام النظام الشمسي الصغيرة

- الاكتشاف · مخطط المدار ·  العناصر المدارية · المعلمات المادية

- (39619) 1994 LC3 على موقع ويكي سكاي: DSS2, SDSS, GALEX, IRAS, Hydrogen α, X-Ray, Astrophoto, Sky Map, Articles and images